# Gråhuvad parakit
Gråhuvad parakit (Psittacula finschii) är en fågel i familjen östpapegojor inom ordningen papegojfåglar. Den förekommer i bergstrakter i delar av Sydostasien. Arten minskar kraftigt i antal, så pass att IUCN kategoriserar den som nära hotad.

## Utseende och läten
Gråhuvad parakit är en 36-40 cm lång huvudsakligen grön parakit. Huvudet är grått, näbben rödgul, ovansidan gulgrön och den långa gröna stjärten har gul spets. Den är mycket lik himalayaparakiten, men är mindre, med längre stjärt, något blekare grått huvud, gulare undersida och mörkare, blågröna undre vingtäckare. Det vanligaste lätet är en påstridig, stigande och behaglig vissling som i engelsk litteratur återges "pweEEh!".

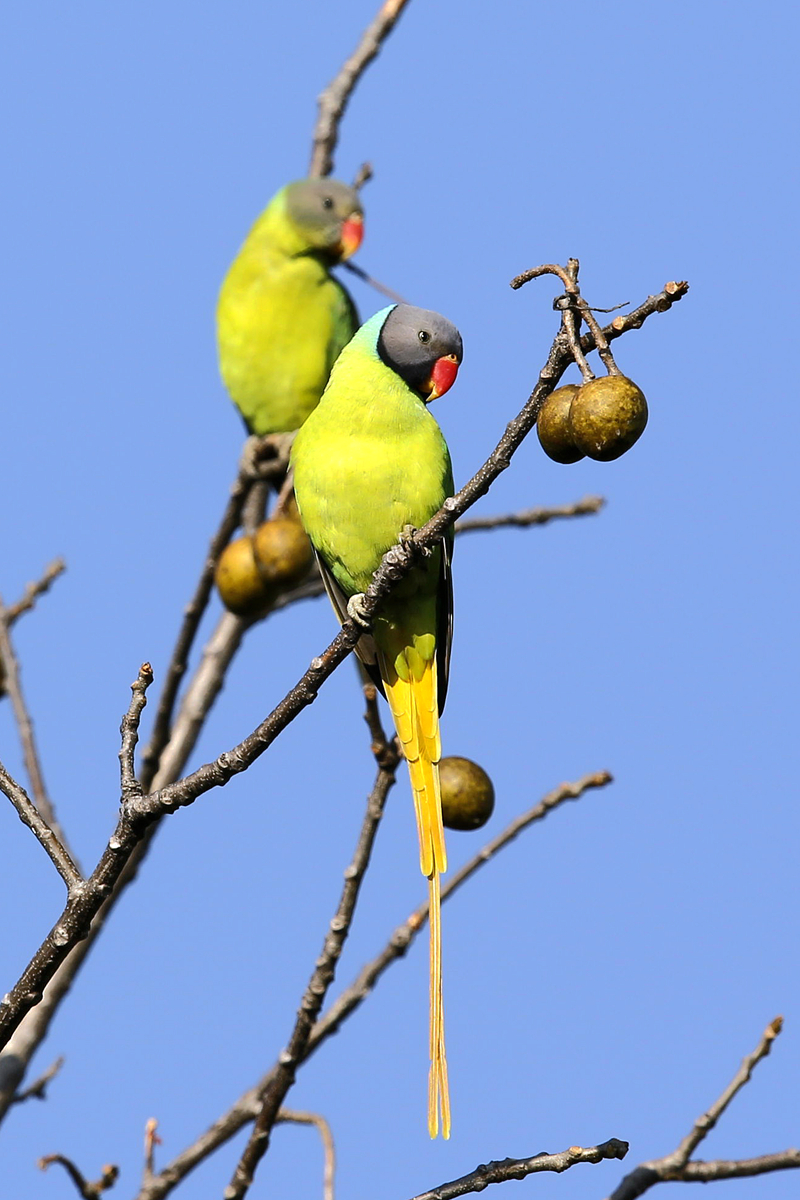

## Utbredning och systematik
Gråhuvad parakit förekommer från norra Indien (Västbengalen) till södra Kina, Myanmar och Indokina. Den ses även mycket sällsynt i Bangladesh. Tidigare behandlades den som underart till himalayaparakiten men de förekommer inom 25 km från varandra i norra Bengalen och sydöstra Bhutan. Den behandlas som monotypisk, det vill säga att den inte delas in i några underarter.

## Status
Gråhuvad parakit är en vida spridd art som hittas i olika vegetationstyper, även miljöer starkt påverkade av människan. Arten minskar dock i antal till följd av fångst för vidare försäljning inom burfågelindustrin, i synnerhet i Laos. Internationella naturvårdsunionen IUCN kategoriserar därför arten som nära hotad.

## Levnadssätt
Denna art frekventerar ek-, teak-, ceder- och tallskogar, öppna skogklädda sluttningar och odlingsbygd med höga träd upp till 3800 meters höjd. I stora delar av Sydostasien är den begränsad till lokaler intill större områden med ostörd skog. Den livnär sig på knoppar, frön, frukt och blommor. I centrala och södra Myanmar häckar den mellan januari och mars. Ett beskrivet bo 12 meter upp i ett träd av arten Xylia dolabriformis hade fyra ägg i sig.

## Namn
Fågelns svenska och vetenskapliga artnamn hedrar den tyske zoologen Otto Finsch (1839-1917).